# System Baara-Constantini
System Barra i Constantini – technologia ogrzewania budynku odnawialnymi źródłami energii, w tym przypadku energią słoneczną, zaproponowana przez Włochów Barra i Constantiniego. Składa się ona z południowej, termicznie izolowanej ściany wraz z systemem transparentnej przesłony. Cienka metalowa płyta (absorbująca energię słoneczną) jest umieszczona między szybą a ścianą w taki sposób, że wydziela dwa równoległe, pionowe i niezależne kanały, przez które dzięki konwekcji przepływa powietrze. Dzięki promieniowaniu słonecznemu płyta nagrzewa się (działając jak kolektor słoneczny), a omywający ją strumień powietrza przejmuje zyski ciepła. Powietrze unosi się do góry i trafia do kanału w suficie, skąd przez otwory nawiewane jest do pomieszczenia. W pomieszczeniu cyrkulujące powietrze ochładza się i opada w dół. Następnie trafia z powrotem do kanału przedzielonego metalową taflą. Proces powtarza się. 
System stosowany już w Europie, nie jest jednak powszechny w świecie.

## Opis systemu[1]
System pasywny przedstawiony na rysunku 1, zaprojektowany przez Barra i Costantini, składa się ze ściany izolowanej termicznie od strony południowej oraz przezroczystego systemu nakrycia. Cienka metalowa płyta, absorbująca energię słoneczną jest umieszczona pomiędzy tymi dwoma elementami, co daje dwa równoległe i niezależne pionowe przewody, gdzie powietrze prowadzone jest przez naturalną konwekcję.
Powietrze przepływające przez termosyfon (przewód słoneczny), usuwa ciepło po obu stronach metalowej płyty (która funkcjonuje jako kolektor energii słonecznej); przez otwory C (rys.1)powietrze dostaje się do sufitu, umieszczonego nad ogrzewanym pomieszczeniem, magazynując w nim ciepło. Następnie powietrze wprowadzane jest do obiektu przez otwory A.  Końcowym etapem przepływ powietrza przy użyciu otworu B w ścianie do przewodu słonecznego. Sprawne, działające szybery umieszczone po wewnętrznej powierzchni otworów, tak aby automatycznie obsługiwać przejścia pomiędzy funkcjami nocnymi a dziennymi. Zapobiega się w ten sposób niepożądanemu odwrotnemu przepływowi powietrza w ciągu nocy.

## Wyniki pomiarów[2]
Wykres nr 1 przedstawia zależność mocy opisywanego systemu od pory dnia. Na wykresie linia kropkowana odnosi się do transportu energii przez strop do pomieszczenia. 
Jak widać przepływ energii jest najbardziej efektywny godzinach popołudniowych oraz wieczornych co oznacza, że największa część przenoszonej energii zostaje przekazana do pomieszczenia właśnie w tych godzinach.
W porównaniu do innego systemu pasywnego Trombe – Michel, który jest ekwiwalentny do systemu Barra – Constantini, omawiany system prezentuje się o wiele lepiej. Widać to na przykładzie wykresu nr 2.
Oba systemy dają ten sam efekt w godzinach nocnych, ale w ciągu dnia system Barra – Constantini osiąga lepsze rezultaty. Wynika to głównie z konstrukcji kanału solarnego, który jest w omawianym systemie lepiej zaizolowany a co za tym idzie, straty energii cieplnej są o wiele niższe co w konsekwencji daje większą moc przekazaną do pomieszczenia.

## Technika wykonania[1]
W systemie Barra – Constantini południową ścianą może być jakakolwiek konwencjonalna ściana np. betonowa, z cegieł itp., jednak musi być dobrze zaizolowana od zewnątrz, część zbierająca promienie słoneczne jest umieszczona na przedzie ściany. Elementem tym może być kilka warstw metalowych listew lub metal z blachy falistej pokryte szybą. Kolektor słoneczny ogrzewający powietrze pionowe jest architektonicznie włączony w materiał normalnego budynku.

## Zalety systemu
W systemach Barra-Constantini transport energii od kolektora do wnętrza pomieszczeń odbywa się za pośrednictwem przepływającego powietrza. Elementy magazynujące energię umieszczone są wewnątrz budynku, głównie w stropie. Powoduje to zwiększenie efektywności magazynowania, ponieważ energia zmagazynowana może być oddana tylko do pomieszczeń ogrzewanych, nie ma możliwości przekazania jej do otoczenia. Zewnętrzna ściana budynku, będąca pod oszkleniem, jest odizolowana od bezpośredniego promieniowania słonecznego. Dzięki temu wahanie temperatury jest mniejsze, jest to dodatkowa zaleta tego systemu. Pionowość systemu redukuje wydajność ogrzewania zimą ale z drugiej strony chroni przed przegrzaniem latem,zapewnia dystrybucję temperatury przez cały budynek.

## Podsumowanie
System Barra – Constantini pozwala na otrzymanie znakomitych zysków energii, obecnie nie jest on jednak szeroko stosowanym systemem, głównie ze względu na osobliwe rozwiązanie architektoniczne, jak i wysokie koszty wynikające z konstrukcji systemu. Mimo to system Barra – Constantini jest typowym przykładem pasywnego rozwiązania i skutecznie redukuje wydatki związane z energią cieplną jego użytkowników.